# Ave Crux Alba
Ave Crux Alba („Sei gegrüßt, weißes Kreuz“) ist die Hymne des Souveränen Malteserordens. Der Orden, der aus der Zeit der Kreuzzüge stammt und im Jahr 1798 von Napoléon Bonaparte von seinem Territorium Malta vertrieben wurde, wird bis heute als Völkerrechtssubjekt angesehen und verfügt neben weiteren Merkmalen eines Staates auch über eine Hymne.
Das im Text angesprochene weiße Kreuz ist Symbol des Ordens seit dem 13. Jahrhundert.
| Ave Crux alba, summae pietatis signum, Ave Crux alba, salutis nostra sola spes, Corda fidelium inflamma adauge gratiam, adauge gratiam. Ut omnia vincat tuorum ardens caritas, Ut omnia vincat tuorum ardens caritas. | Sei gegrüßt, weißes Kreuz, Zeichen höchster Frömmigkeit, Sei gegrüßt, weißes Kreuz, einzige Hoffnung unseres Heiles, Entflamme die Herzen der Gläubigen und vermehre die Gnade, vermehre die Gnade. Dass die brennende Liebe der Deinen alles überwinde, Dass die brennende Liebe der Deinen alles überwinde. |

## Nachweise
- http://www.orderofmaltausawestern.org/images/auxiliary/2005-10_TheMaltaCross.pdf (PDF-Datei; 242 kB)
- http://www.nationalanthems.info/smm.htm